# Biofiltros

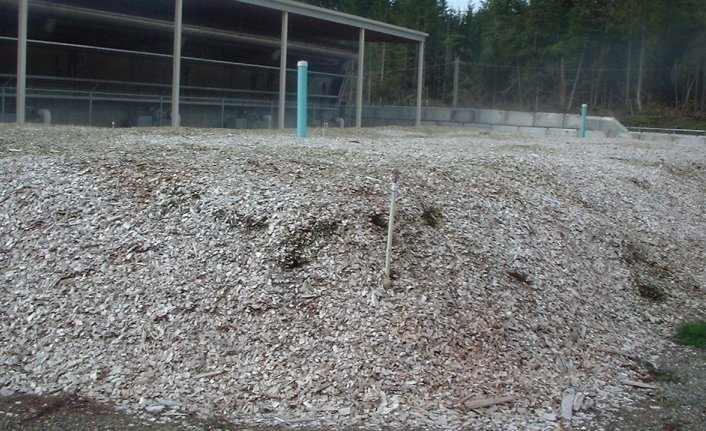
Instalación de compostaje de biosólidos municipales, biofiltro de escape de aire.

Los biofiltros, también denominados filtros biológicos, son dispositivos que eliminan una amplia gama de compuestos contaminantes desde una corriente de fluido (aire o agua) mediante un proceso biológico.

## Funcionamiento general
El aire es aspirado cerca del foco de emanación y habitualmente guiado a una cámara de acondicionamiento. Aquí es saturado de humedad y luego guiado a un lecho de biomasa fijada. Las sustancias contaminantes se absorben a la biopelícula de biomasa formada sobre el relleno y aquí posteriormente son digeridos por microorganismos. En el proceso de digestión y metabolización son transformados en compuestos que ya no huelen:
- Los compuestos orgánicos son transformados en dióxido de carbono y agua
- El sulfhídrico da ácido sulfúrico
- El amoníaco se oxida a ácido nítrico

Así la superficie del relleno es siempre regenerado y no se satura. En principio se trata de una oxidación de los contaminates a baja temperatura y los microorganismos pueden entenderse como catalizadores de esta reacción.
Los compuestos no volátiles (como los ácidos formados) son arrastradas por el agua de lluvia o el agua de regadío aplidado sobre la biomasa.
En algunos casos, debido a la presencia de ácidos el pH de los lixiviados puede bajar a 1 o 2. Aun así, lo normal es que el relleno orgánico tenga una alcalinidad suficiente como para neutralizar el pH de los lixiviados.

## Aplicación
Los biofiltros se pueden aplicar sobre una amplia gama de sustancias volátiles desde compuestos inorgánicos como el sulfhídrico y el amoníaco hasta compuestos orgánicos volátiles como el tolueno, los xilenos o el benceno. Incluso se ha observado en unos casos la desintegración del metano con rendimientos de hasta el 50 % o la eliminación del cloruro de metileno. 
Para la aplicación de los biofiltros el aire se debe aportar en condiciones biocompatibles. Esto significa que no debe haber presente compuestos desinfectantes´, la temperatura se debe encontrar en un rango de aproximadamente 5 - 40 °C y la concentración de las sustancias a retener aún no debe resultar tóxica para los organismos. 
El rendimiento global será mejor si las condiciones son constantes aunque con algo de tiempo de adaptación los organismos se acomodan también a eventuales cambios.

## Rendimientos
Los rendimientos alcanzados por los biofiltros dependen de la naturaleza y la concentración de los contaminantes y de eventuales otros compuestos presentes en la mezcla tratada. Suelen alcanzar valores de 95 - 99 % y son por lo tanto comparables con los rendimientos alcanzados por otros procesos de desodorización como el lavado químico o los filtros de carbón activo.
- Datos: Q864323
- Multimedia: Biofilters / Q864323